# Neoscona melloteei
Neoscona melloteei là một loài nhện trong họ Araneidae.
Loài này thuộc chi Neoscona. Neoscona melloteei được Eugène Simon miêu tả năm 1895.